# 아파나시스 쿠즈민스
아파나시스 쿠즈민스(라트비아어: Afanasijs Kuzmins, 1947년 3월 22일~) 혹은 아파나시 이바노비치 쿠지민(러시아어: Афана́сий Ива́нович Кузьми́н)은 라트비아의 사격 선수로 주 종목은 속사권총이다. 1976년부터 2012년까지 올림픽에 9회 참가했으며, 1988년 하계 올림픽에서 25m 부문 금메달, 1992년 하계 올림픽에서 25m 부문 은메달을 획득했다. 이 외에 세계 선수권 대회에서 금메달 12개를 획득했다.

## 소련 선수 경력
라트비아 소비에트 사회주의 공화국의 다우가프필스구를 구성하는 자치체인 비케르니옉스키에서 태어났다. 14세 때인 1961년에 사격을 시작했고, 1973년에 라트비아 체육 문화 연구소를 졸업했다. 1974년부터 소련 국가대표 사격 선수로 활동하기 시작했으며, 같은 해에 스위스 툰에서 열린 1974년 세계 선수권 대회에 참가하였다. 그는 25m 속사권총 개인전에서 7위, 25m 스탠더드 권총 개인전에서 8위를 기록했고, 단체전에서는 50m 권총을 포함하여 3종목에 참가하여 모두 금메달을 획득했다.
1976년 캐나다 몬트리올에서 열린 1976년 하계 올림픽에 참가하는 소련 대표 선수로 발탁되어 올림픽에 처음으로 출전했다. 그는 25m 속사권총 개인전에서 동독의 노르베르크 클라어와 위르겐 비펠, 이탈리아의 로베르토 페라리스의 뒤를 이어 4위를 기록했다. 이후 모스크바에서 열린 1980년 하계 올림픽에 다시 국가대표로 발탁되었고, 25m 속사권총 개인전에 출전하여 6위로 대회를 마쳤다. 이듬해인 1981년에는 유고슬라비아의 티토그라드에서 열린 1981년 유럽 선수권 대회에 참가하여 25m 속사권총 종목에서 대표팀 동료인 이고리 푸지레프와 루마니아의 코르넬리우 이온의 뒤를 이어 동메달을 획득했다. 25m 센터파이어 권총 종목에도 출전했으나 5위를 기록했다. 1982년에는 베네수엘라의 카라카스에서 열린 1982년 세계 선수권 대회에 참가하였으며, 25m 속사권총 개인전에서 6위, 25m 스탠더드 권총 개인전에서 5위를 기록하며 메달 획득에는 실패했으나 두 종목 단체전에서 금메달을 획득했다.
1984년 미국 로스앤젤레스에서 열린 1984년 하계 올림픽에는 소련의 보이콧으로 인해 대회에 참가하지 못했다. 이후 1985년에 유고슬라비아 오시예크에서 열린 1985년 유럽 선수권 대회에 참가하여 25m 스탠더드 권총 개인전에서 핀란드의 파보 팔로캉아스와 세포 매키넨을 꺾고 금메달을 획득했다. 또한 25m 센터파이어 권총 부문에서는 8위를 기록했다. 1986년 6월에는 멕시코의 멕시코시티에서 처음으로 열린 사격 월드컵에 참가하였으며, 속사권총 부문에서 대표팀 동료인 올레크 트카초프와 콜롬비아의 베르나르도 토바르의 뒤를 이어 동메달을 획득했다. 같은 해 9월에 동독의 줄에서 열린 1986년 세계 선수권 대회에 참가하였고, 25m 스탠더드 권총 개인전에서 오스트리아의 헤르만 자일러와 대표팀 동료인 이고리 바신스키를 누르고 첫 세계 선수권 대회 개인전 금메달을 획득했다. 또한 25m 센터파이어 권총 개인전에서는 대표팀 동료인 트카초프의 뒤를 이어 은메달을 획득했다. 개인전 외에 단체전에서도 활약하여 스탠더드 권총, 센터파이어 권총, 속사권총 단체전에 참가하여 모두 금메달을 획득했다.
1988년 7월에는 모스크바에서 열린 사격 월드컵에 참가하여 속사권총에서 4위를 기록했다. 같은 해 9월에는 대한민국 서울에서 열린 1988년 하계 올림픽에 참가하였으며, 이 대회는 그가 소련 국가대표로서 참가하는 마지막 올림픽 대회이다. 그는 25m 속사권총 종목에서 서독의 랄프 슈만과 헝가리의 코바치 졸탄를 누르고 첫 올림픽 메달이자 금메달을 획득하였다. 이후 1990년 6월 스위스 취리히에서 열린 월드컵 속사권총에서 대표팀 동료인 빅토르 토르신과 헝가리의 팔린카시 러요시를 누르고 금메달을 획득했다. 같은 해 8월에는 모스크바에서 열린 1990년 세계 선수권 대회에 참가하였고, 속사권총 4위, 스탠더드 5위, 센터파이어 8위를 기록하며 개인전 메달을 놓쳤으나 단체전 3종목에서 금메달을 획득하였다. 세계 선수권 대회 이후에 열린 뮌헨 월드컵 파이널에서는 속사권총에서 서독의 슈만과 미국의 존 맥널리의 뒤를 이어 동메달을 획득하였다.
1991년 4월에는 대한민국 서울에서 열린 월드컵 속사권총 경기에서 맥널리와 슈만을 누르고 금메달을 획득하였다. 이후 6월에 이탈리아 볼로냐에서 열린 1991년 유럽 선수권 대회에 참가하였다. 그는 속사권총에서 슈만의 뒤를 이어 은메달을 획득했고, 스탠더드 권총에서 대표팀 동료인 세르게이 피지야노프와 핀란드의 매키넨의 뒤를 이어 동메달을 획득했다.

## 라트비아 선수 경력
1991년 12월 소련 붕괴 후 자신이 태어난 라트비아 국적을 택했으며, 이름도 러시아식인 "아파나시 이바노비치 쿠지민"에서 라트비아어식인 "아파나시스 쿠즈민스"로 고쳤다. 이후 라트비아가 국제 대회에 참가할 수 있게 되자 라트비아 국가대표 선수로 발탁되어 활동했다. 1992년 5월 독일 줄에서 열린 월드컵이 그의 첫 라트비아 국가대표 경기가 되었으며, 속사권총 종목 6위를 기록했다. 같은 해 7월에 스페인 바르셀로나에서 열린 자신의 4번째 올림픽인 1992년 하계 올림픽를 통해 처음으로 라트비아 국가대표로서 올림픽에 참가하였고, 이 대회 25m 속사권총 개인전에서 독일의 슈만의 뒤를 이어 은메달을 획득했다. 이후 1993년 독일 뮌헨에서 열린 월드컵에서 속사권총 6위를 기록했다.
1994년 7월 이탈리아의 밀라노에서 열린 1994년 세계 선수권 대회에 참가하였으며, 속사권총에서 39위, 스탠더드 권총에서 23위를 기록했다. 이듬해인 1995년 4월에는 일본 히로시마 월드컵에서 10m 공기권총 34위를 기록했으며, 6월에 밀라노에서 열린 월드컵 속사권총 경기에서 폴란드의 크시슈토프 쿠하르치크의 뒤를 이어 은메달을 획득하였다. 같은 해 10월에는 취리히에서 열린 1995년 유럽 선수권 대회에서 속사권총 4위를 기록했다.
1996년 3월에는 쿠바 아바나에서 열린 월드컵에 참가하였다. 그는 속사권총에서 불가리아의 에밀 밀레프와 카자흐스탄의 블라디미르 보흐먀닌의 뒤를 이어 동메달을 획득하였고, 공기권총에서도 프랑스의 프랑크 뒤물랭과 이탈리아의 로베르토 디 돈나의 뒤를 이어 동메달을 획득하였다.
그는 2004년 하계 올림픽 참가를 위한 랭킹 포인트에 도달하지 못했으나 국제 사격 연맹이 와일드카드로서 참가를 허가하였다. 이후 2008년 하계 올림픽에도 61세의 나이로 참가하여 13위를 기록했다. 2012년 하계 올림픽에서 17위를 했다.

## 수훈
- 명예휘장훈장(1985년)
- 인민우호훈장
- 비에스투르스 훈장 4등급(2007년 10월 22일)